# Schönster Bahnhof Österreichs

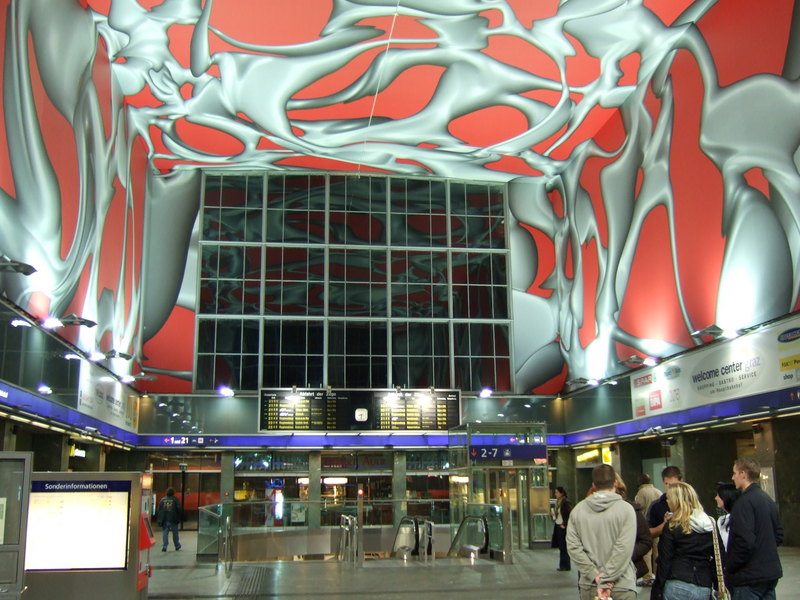
Der Grazer Hauptbahnhof wurde 2003 zum ersten schönsten Bahnhof Österreichs gewählt.

Der schönste Bahnhof Österreichs ist eine vom Verkehrsclub Österreich (VCÖ) seit 2001 verliehene Auszeichnung.
Die Auszeichnung ist ein wesentlicher Teil des jedes Jahr vom VCÖ durchgeführten Bahntests. Hierzu werden Fahrgäste online zu verschiedenen Aspekten des Bahnreisens, wie Pünktlichkeit oder Service, befragt. Jedes Jahr nehmen hieran im Juni und Juli zwischen 10.000 und 20.000 Fahrgäste teil.
Ein zentraler und häufig zitierter Punkt dieser Umfrage ist die Beurteilung der Bahnhöfe. Besonders im Rahmen der sogenannten Bahnhofsoffensive rückte das Thema schöne Bahnhöfe in das Interesse der Öffentlichkeit. Die Auszeichnung ist damit vergleichbar mit dem später eingeführten Bahnhof des Jahres in Deutschland und dem FLUX – goldener Verkehrsknoten in der Schweiz.

## Preisträger
| Jahr | 1. Platz              | 2. Platz                                | 3. Platz                                  |
| ---- | --------------------- | --------------------------------------- | ----------------------------------------- |
| 2003 | Graz Hauptbahnhof     | Salzburg Hauptbahnhof                   | Villach Hauptbahnhof                      |
| 2004 | Graz Hauptbahnhof     | Innsbruck Hauptbahnhof                  | Wien Westbahnhof                          |
| 2005 | Linz Hauptbahnhof     | Graz Hauptbahnhof                       | Innsbruck Hauptbahnhof                    |
| 2006 | Linz Hauptbahnhof     | Innsbruck Hauptbahnhof                  | Graz Hauptbahnhof                         |
| 2007 | Linz Hauptbahnhof     | Klagenfurt Hauptbahnhof                 | Wiener Neustadt Hauptbahnhof              |
| 2008 | Linz Hauptbahnhof     | Innsbruck Hauptbahnhof                  | Graz Hauptbahnhof                         |
| 2009 | Linz Hauptbahnhof     | Graz Hauptbahnhof                       | Innsbruck Hauptbahnhof                    |
| 2010 | Linz Hauptbahnhof     | Innsbruck Hauptbahnhof                  | Graz Hauptbahnhof                         |
| 2011 | Linz Hauptbahnhof     | Innsbruck Hauptbahnhof                  | Graz Hauptbahnhof                         |
| 2012 | Wien Westbahnhof      | Linz Hauptbahnhof                       | Graz Hauptbahnhof                         |
| 2013 | Wien Westbahnhof      | Linz Hauptbahnhof                       | Salzburg Hauptbahnhof                     |
| 2014 | Linz Hauptbahnhof     | Salzburg Hauptbahnhof                   | Wien Westbahnhof                          |
| 2015 | Wien Hauptbahnhof     | Linz Hauptbahnhof Salzburg Hauptbahnhof | Klagenfurt Hauptbahnhof                   |
| 2016 | Salzburg Hauptbahnhof | Wien Hauptbahnhof                       | Wien MitteWien Westbahnhof                |
| 2017 | Wien Hauptbahnhof     | Salzburg Hauptbahnhof Wien Westbahnhof  | Graz Hauptbahnhof                         |
| 2018 | Wien Hauptbahnhof     | St. Pölten Hauptbahnhof                 | Salzburg Hauptbahnhof                     |
| 2019 | Wien Hauptbahnhof     | Salzburg Hauptbahnhof                   | Klagenfurt Hauptbahnhof                   |
| 2020 | Wien Hauptbahnhof     | Salzburg Hauptbahnhof                   | Graz Hauptbahnhof St. Pölten Hauptbahnhof |
| 2021 | Wien Hauptbahnhof     | Klagenfurt Hauptbahnhof                 | Salzburg Hauptbahnhof                     |
| 2022 | Wien Hauptbahnhof     | Salzburg Hauptbahnhof                   | St. Pölten Hauptbahnhof                   |
| 2023 | Wien Hauptbahnhof     | Salzburg Hauptbahnhof                   | Graz Hauptbahnhof                         |
| 2024 | Wien Hauptbahnhof     | Salzburg Hauptbahnhof                   | Wien Westbahnhof                          |

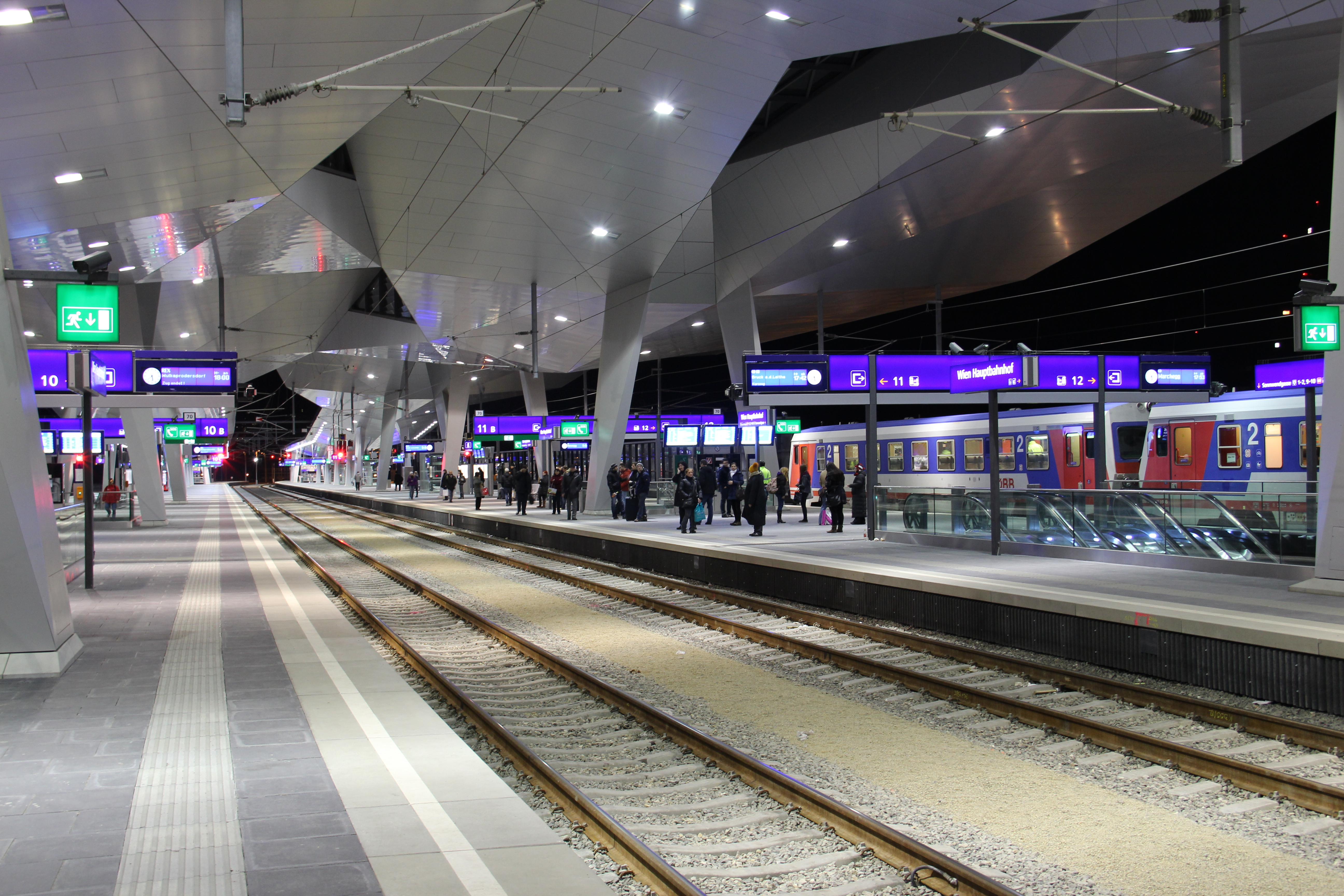
Bahnsteige 10 bis 12 des Wiener Hauptbahnhofs
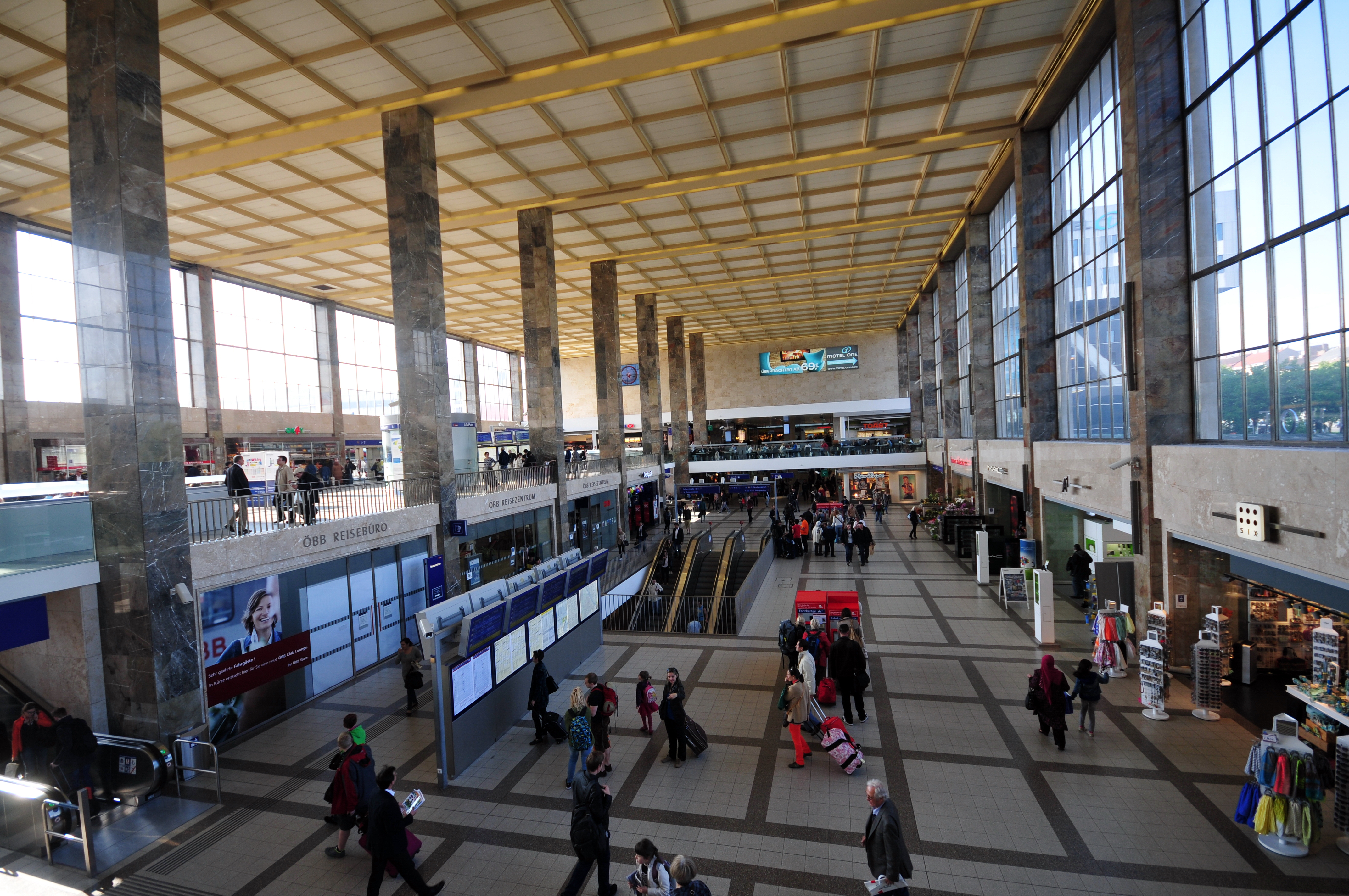
Halle des Wiener Westbahnhofs
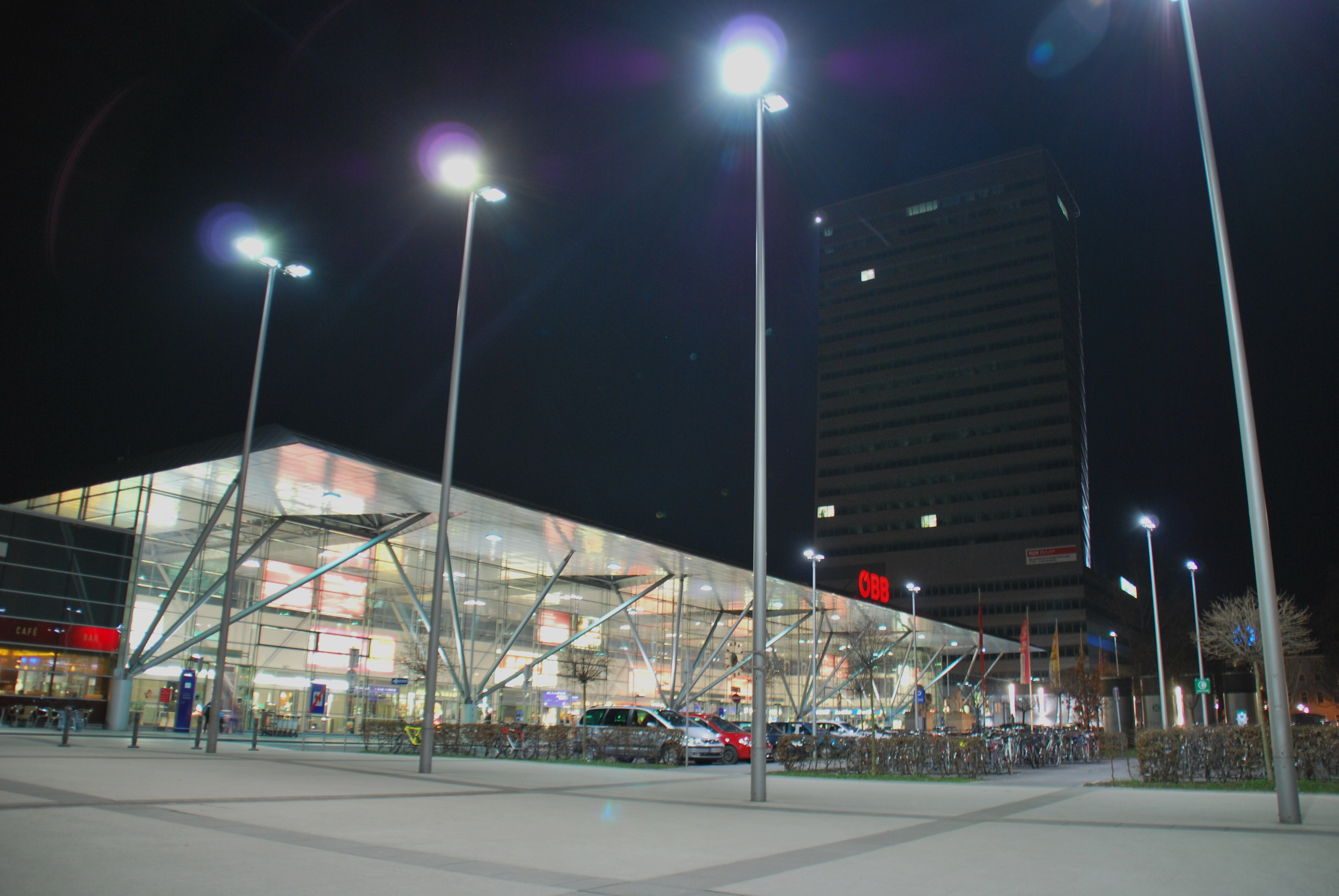
Außenansicht des Linzer Hauptbahnhofs
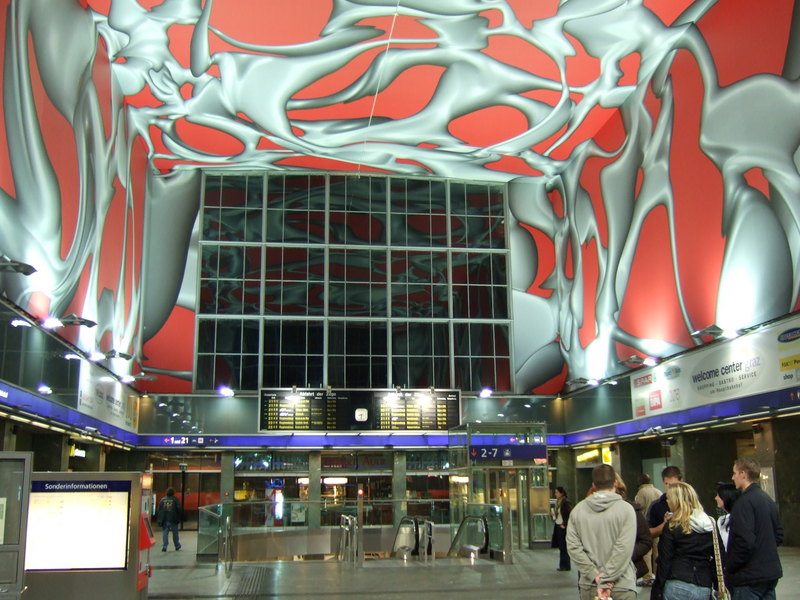
Halle des Grazer Hauptbahnhofs
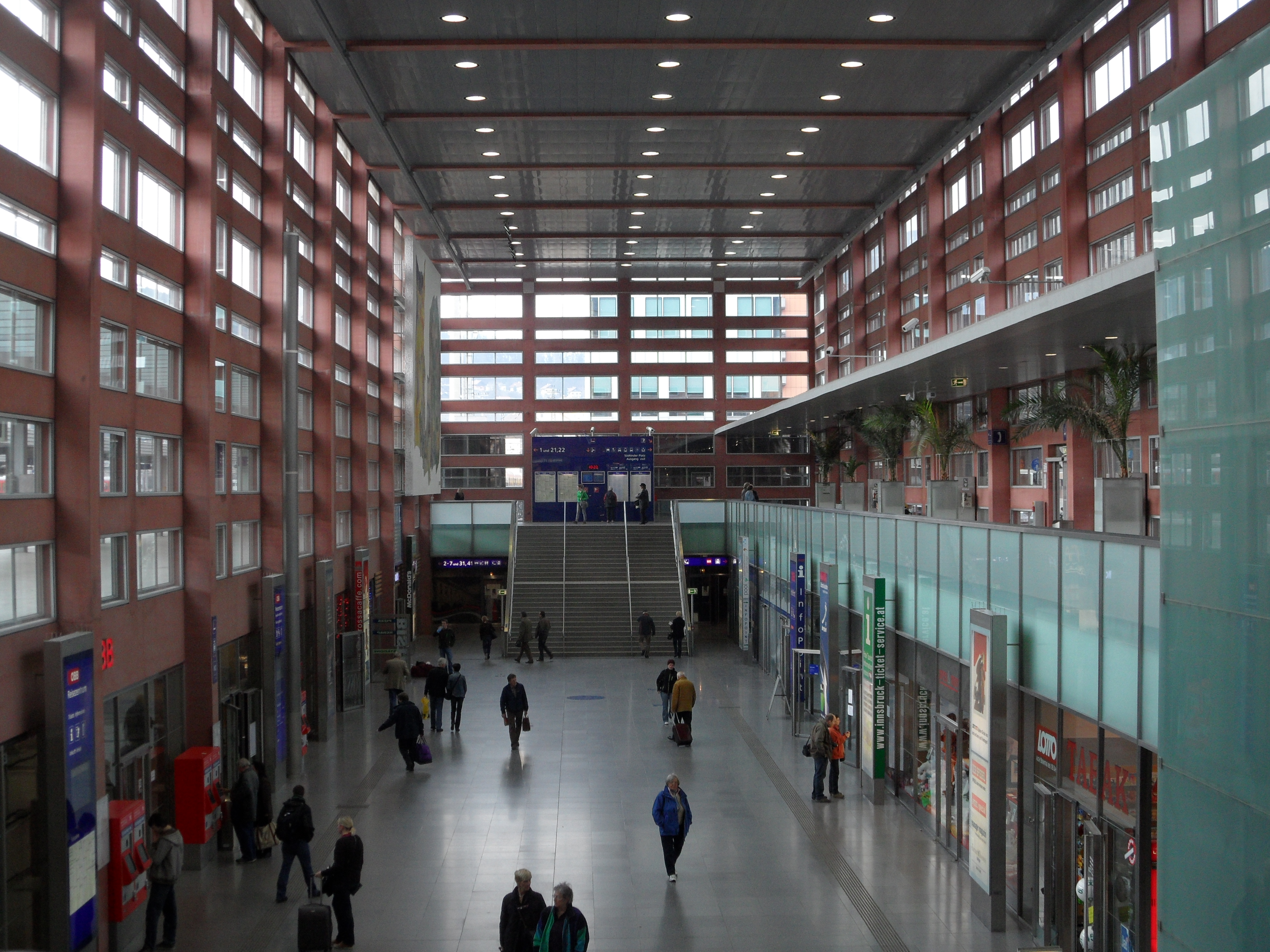
Halle des Innsbrucker Hauptbahnhofs

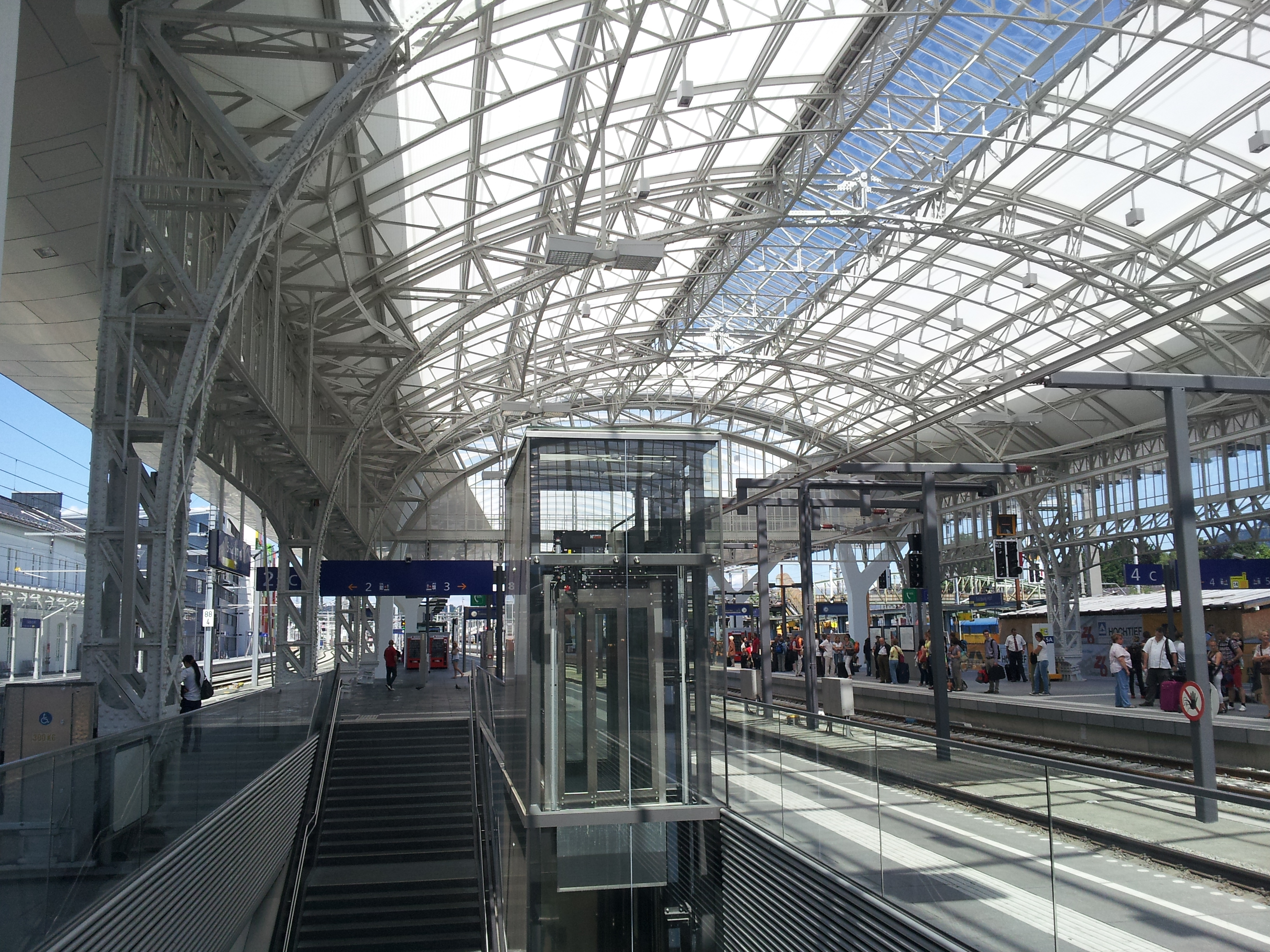
Bahnsteige 2 bis 4 des Salzburger Hauptbahnhofs
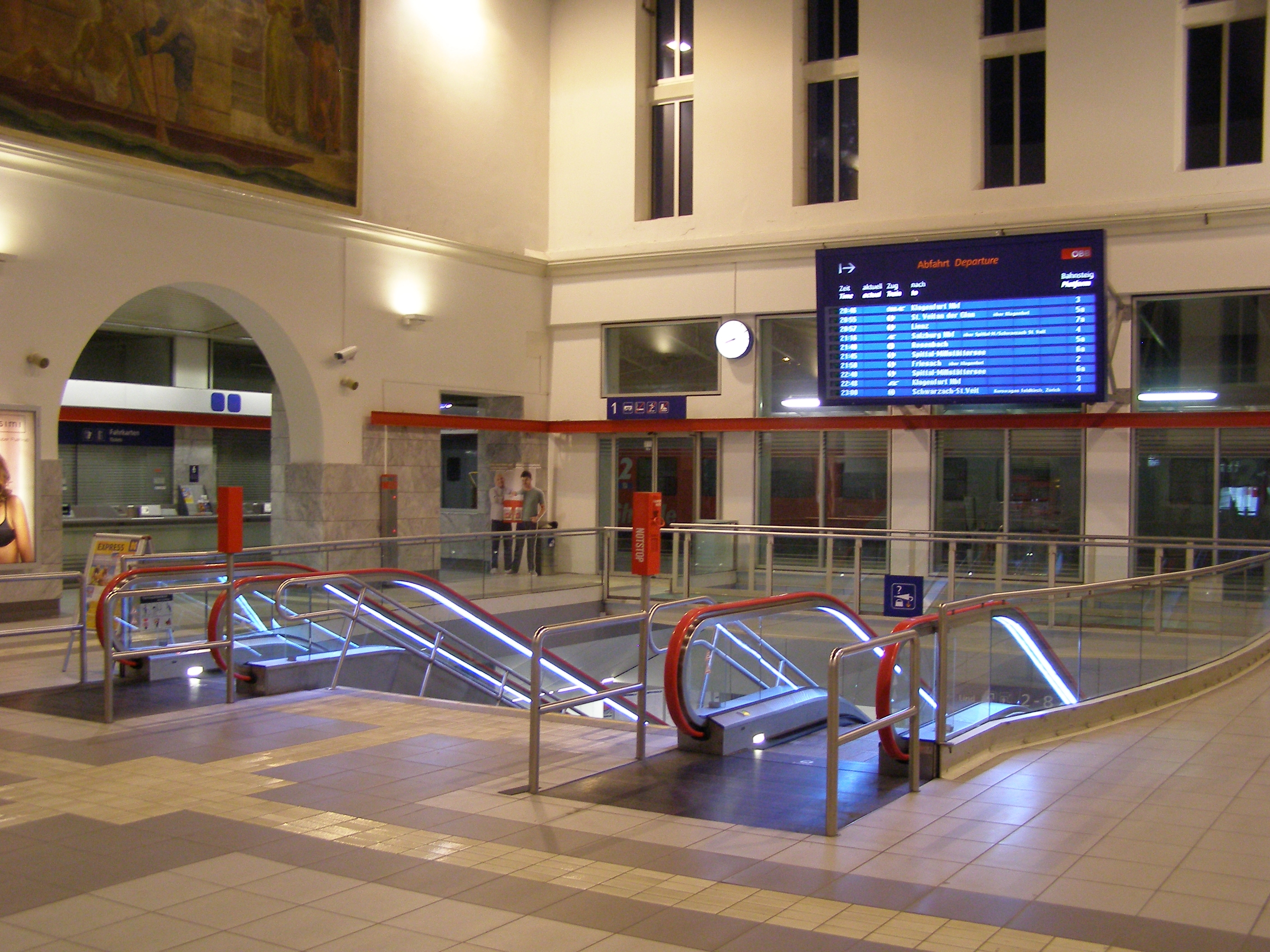
Halle des Villacher Hauptbahnhofs
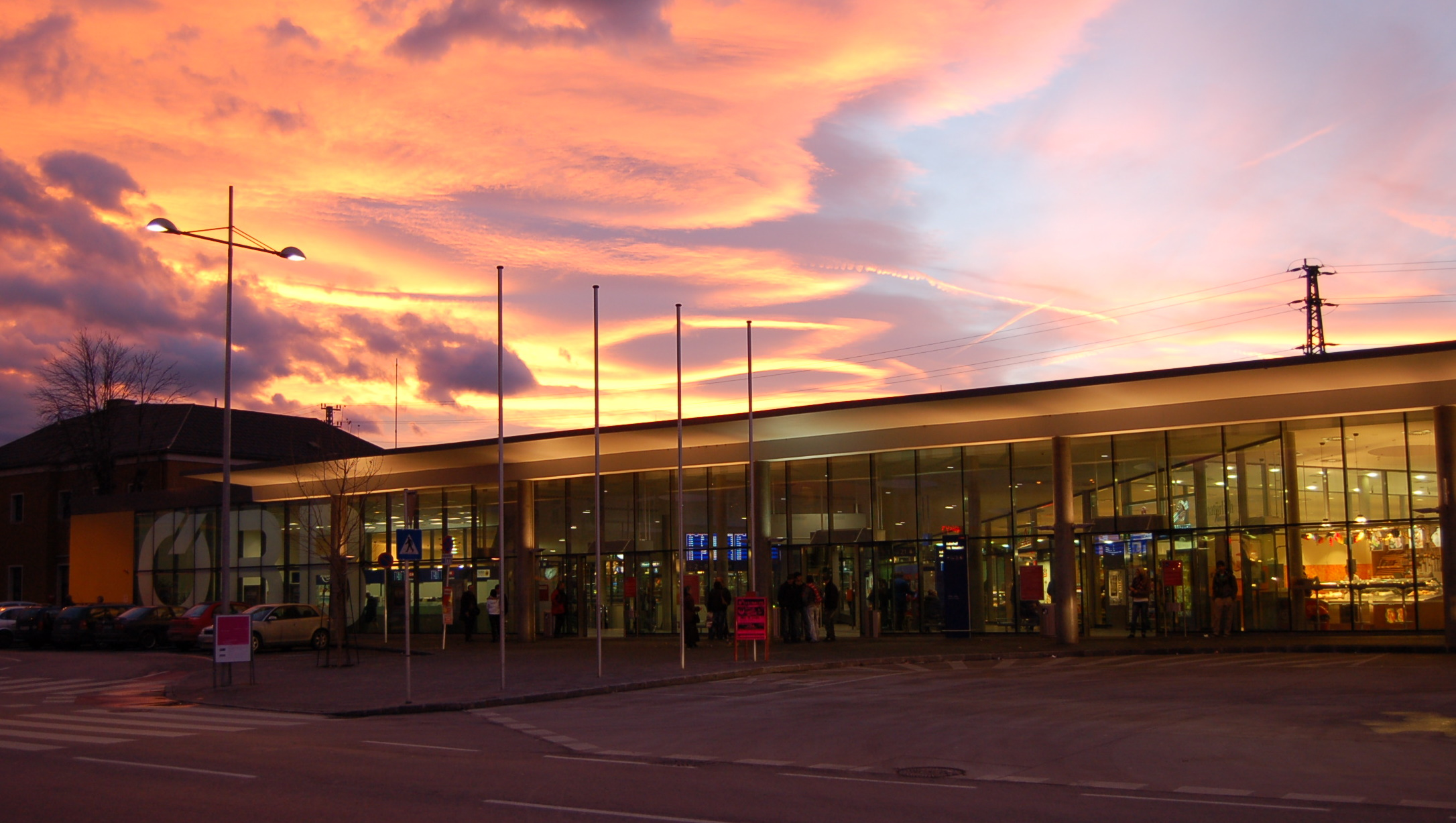
Außenansicht des Wiener Neustädter Hauptbahnhofs
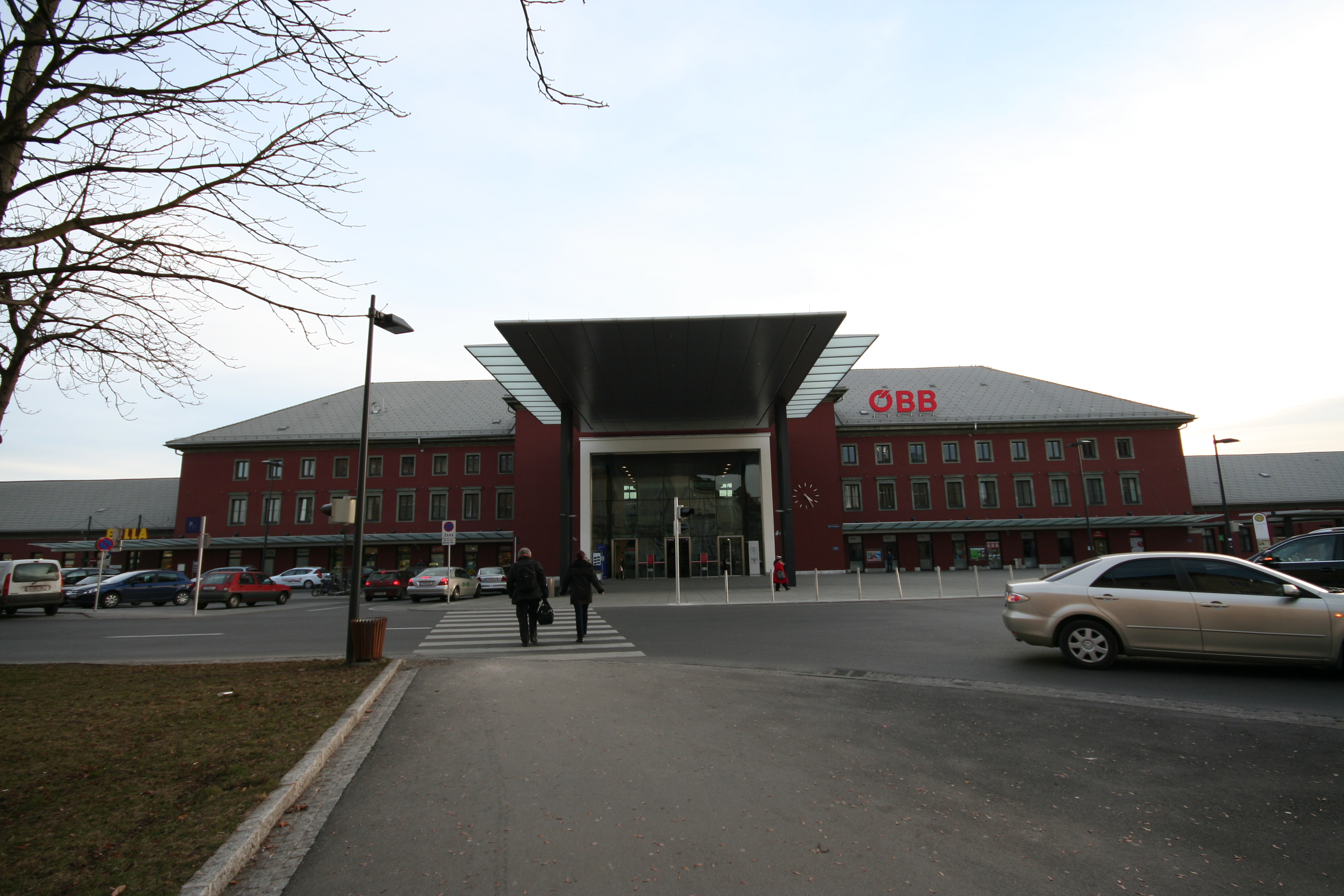
Außenansicht des Klagenfurter Hauptbahnhofs
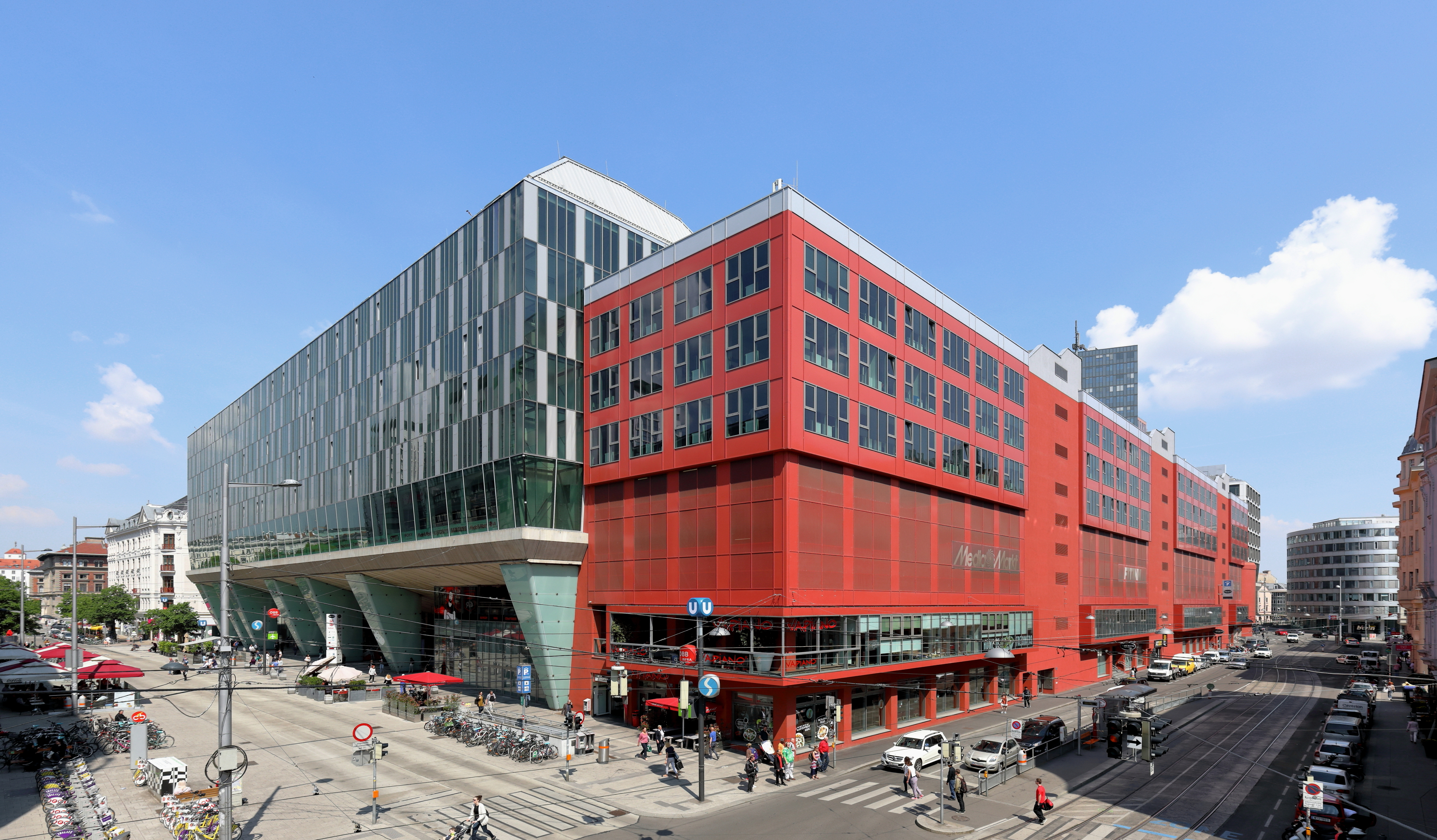
Außenansicht Bahnhof Wien Mitte